# دیمهاج آمریکایی
لیکپوس امریکنوس (نام علمی: Lycopus americanus) نام یک گونه از تیره نعناعیان است.